# Wolbrom
Wolbrom (dříve Wolwram, Wolfram, Wolbram) je město v jižním Polsku v Malopolském vojvodství v okrese Olkusz, zhruba 40 km severně od Krakova. Městem prochází železniční trať Katowice – Olkusz – Kielce. V roce 2024 zde žilo 7 998 obyvatel.
Město je střediskem gumárenského, dřevozpracujícího a hutnického průmyslu.

## Historie
Dějiny městečka sahají do roku 1327. Název pochází od mužského jména Wolfram, kterému Vladislav I. Lokýtek udělil právo k vykácení lesa a založení obce Civitas Wolwrami. Do II. světové války mělo město významnou židovskou komunitu. V současné době je zde několik továren, škol a kulturní dům. Památkově chráněno je několik staveb v centrum města, pocházejících převážně z 19. století.